# Novosedly (Moravia meridionale)
Novosedly (in tedesco Neusiedl) è un comune della Repubblica Ceca facente parte del distretto di Břeclav, in Moravia Meridionale.